# Xaqani Məmmədov
Xaqani Məmmədov (ur. 29 września 1976 roku, w Masis, Armenia) – azerski piłkarz ormiańskiego pochodzenia grający na pozycji napastnika w klubie Xəzər Lenkoran. W reprezentacji Azerbejdżanu rozegrał 19 spotkań strzelając jedną bramką.

## Osiągnięcia
- Król strzelców Premyer Liqa: 2007/2008 - 19 goli